# Concepción Rodríguez
Concepción Rodríguez (Ciutat de Mallorca, 14 d'octubre de 1802 - Madrid, 1880) fou una actriu mallorquina, l'actriu més rellevant de l'escena espanyola a començament del segle xix.

## Biografia
Nascuda a Palma i batejada a la Catedral de Mallorca amb el nom de Maria Concepció. Filla d'actors, debutà amb 13 anys als teatres de Sevilla, Granada i Barcelona durant la temporada de 1816-1817. Forma part d'una nòmina d'actrius com Bárbara i Teodora Lamadrid, Pepita Valero, Joaquina Baus i Matilde Díaz entre d'altres, que suposen el pas del teatre barroc al teatre romàntic, moltes de les quals foren deixebles seves. Fou protagonista de la majoria d'obres dels autors més consagrats del moment com Manuel Bretón de los Herreros, Manuel Eduardo de Gorostiza o Francisco Martínez de la Rosa.
Personifica la introducció del «principi de naturalitat» o «principi de veritat» enfront d'una gesticulació i mímica exagerades pròpies del teatre del segle xviii. Si fins ara el focus d'atenció principal de l'espectador era l'actor més que no pas el personatge representat, Concepción Rodríguez posa l'accent en aquest darrer, de manera que per primera vegada s'observa una identificació entre actriu i personatge. Algunes de les seves més grans interpretacions van ser amb el personatge de Leonor a Don Álvaro o la fuerza del sino, del duc de Rivas, i també amb La diva, El trovador o Andròmaca.
Sobre el seu art interpretatiu, Bretón afirmà després de l'estrena de la seva obra Marcela o cuál de los tres, el 1831, que no era possible «[…] representar con más gracia, naturalidad y decoro el carácter de Marcela [...]». Mariano José de Larra, fent referència al seu paper de Laura dins l'obra La conjuración de Venecia, de l'esmentat Martínez de la Rosa, escrigué a la Revista española, de la qual era crític teatral, el següent: «La Sra. Rodríguez ha interpretado con perfección su papel i ésa es la Laura sensible, amante, que ha pintado el poeta. ¡Qué calor i qué verdad en aquellas palabras!». La petjada i el magnetisme de la Sra. Rodríguez són innegables, com mostren múltiples testimonis de l'època. Així, per exemple, es publicà a Barcelona el 1831 «Composiciones poéticas a la señora Concepción Rodríguez, célebre actriz de los teatros de la Corte, con motivo de las representaciones que acaba de dar en el de esta ciudad»; tot i que l'homenatge més fervent és de Bretón, el qual li dedicà cèlebres poemes:
"A la señora Concepción Rodríguez, primera
actriz de los teatros de Madrid, con motivo de haber pasado al de Sevilla en el año 1829. ¿Por qué enmudece de Hipocrene el canto? ¿Por qué, depuesta, oh plácida Talía, la máscara donosa y la alegría, bañas tu faz en encendido llanto? Cuál á tu diestra súbito quebranto rob el hierro, Melpómene, que un día
en el Mantuano pueblo ora movía
la blanda compasión, ora el espanto? ¡Ay!, me responden, huérfana la escena de su alumna mejor la ausencia llora, y hondo gemir en su ámbito resuena. Betis en tanto cual á nueva aurora
la acoge absorto, y en su orilla amena la proclama del híspalo señora".
El 1825 es casà amb el francès Juan Grimaldi, empresari i renovador de l'escena teatral espanyola i periodista polític, amb qui participà activament en la vida artística, intel·lectual i política de l'època. Abandonà l'escena per anar a viure a París el 1836, quan Grimaldi va ser nomenat cònsol.